# Diccionario geográfico-estadístico-histórico de España y sus posesiones de Ultramar
El Diccionario geográfico-estadístico-histórico de España y sus posesiones de Ultramar (en català, "Diccionari geogràfic-estadístic-històric d'Espanya i les seues possessions d'Ultramar"), és una obra enciclopèdica dividida en 16 volums. Va ser publicada per Pascual Madoz entre 1846 i 1850.
El Madoz, tal com era coneguda popularment l'obra, va suposar una millora davant el Diccionario geográfico y estadístico de España y Portugal publicat per Sebastián Miñano el 1827. Segons el mateix autor, va dedicar "15 anys, 11 mesos i set dies" de feina, en els quals el van ajudar més d'un miler de col·laboradors i una vintena de corresponsals que li transmetien la informació.
Aplegà els coneixements geogràfics, socioestadístics i històrics de l'Estat espanyol i les colònies, seguint un rigorós ordre alfabètic i a partir d'una gran xarxa de corresponsals. Obra única en la seva època, inspirada en publicacions similars realitzades a França i Gran Bretanya, era completada per un volum cartogràfic.
Avui dia, el valor del Diccionario resideix en la informació de ruïnes, restes i possibles jaciments arqueològics que es detalla a mitjans del segle xix. Posteriorment, ha estat reeditat en versió facsímil: l'any 1982 l'Institut Alfons el Magnànim publicava els articles referits al País Valencià, i tres anys després Curial Edicions Catalanes feia el mateix amb els articles de caràcter català.